# Черниговская агломерация
Черни́говская агломера́ция (укр. Чернігівська агломерація) — скопление населённых пунктов вокруг Чернигова.
Общее население — 363 700 чел.

## Описание
Представляет из себя моноцентричную городскую агломерацию. В состав агломерации входит ряд сельских поселений Черниговского района сконцентрированные вокруг Чернигова.
Структура (человек на 2001 год)
- Чернигов 295 700 (на 01.01.2014)
- ядро (без центра; только сельские поселения) 18 713
- второй пояс поселений (указаны только городские поселения) 49 300

Транспортное сообщение внутри агломерации обеспечивается практически полностью автобусным транспортом, частично железнодорожным.
Причины роста и формирования: пересечения путей ж/д и автомобильного сообщений, река Десна, промышленный центр машиностроительной, химической и пищевой промышленностей.

## Состав
Ядро представлено 20 сёлами из 12 сельсоветов Черниговского района с общим населением 18 713 чел. Большинство этих населённых пунктов непосредственно прилегают к городской застройке Чернигова. Данные населённые пункты находятся в 30-45 минутной доступности к центру Чернигова.
Сельсоветы ядра:
север
- Хмельницкий (Равнополье) 580

северо-запад
- Новобелоусский (Новый Белоус, Кошевка) 1 598
- Редьковский (Редьковка) 385
- Рудковский (Рудка) 777

северо-восток
- Киселёвский (Киселёвка, Березанка) 1 244
- Ульяновский (Новосёловка, Вознесенское) 1 343

запад
- Киенский (Гущин, Жавинка, Киенка) 3 212
- Радянско-Слободский (Павловка, Трисвятская Слобода) 1 921
- Старобелоусский (Старый Белоус) 2 502

юго-запад
- Слабинский (Якубовка) 71

юго-восток
- Анисовский (Анисов) 1 441
- Ивановский (Ивановка, Колычовка, Ягодное) 3 639

Транспорт ядра обеспечивают 10 автобусных маршрутов черниговского городского сообщения.

## Второй пояс поселений
Второй пояс поселений — более отдалённые населённые пункты агломерации, в отличие от ядра. Они относятся к Черниговскому, Репкинскому и Куликовскому районам Черниговской области и Киевской области (город Славутич). Данные населённые пункты находятся в 45-минутной — часовой доступности к центру Чернигова.
Население в тыс. чел. на 1 января 2014 года
- Березна (автобусное) 4,8
- Замглай (автобусное и ж/д сообщение) 1,8 (2008)
- Куликовка (автобусное и ж/д сообщение) 5,5
- Михайло-Коцюбинское (автобусное) 3,1 (2001)
- Репки (автобусное и ж/д сообщение) 7,3
- Седнев (автобусное) 1,3 (2001)
- Славутич (автобусное и ж/д сообщение) 25,5 (2010)